# Janine
Janine je anglické ženské rodné jméno, anglická obdoba francouzské zdrobněliny Jeannine, což je zdrobnělina jména Jeanne. Užíváno je až od 20. století.

## Významní nositelé
- Janine Chasseguet-Smirgelová (1928-2006) – francouzská psychoanalytička